# Nordic Battlegroup 15
Nordic Battlegroup 15 (NBG 15) är en av EU:s snabbinsatsstyrkor. Styrkan kommer under perioden 1 januari–30 juni 2015 att stå i beredskap.

## Bakgrund
Nordic Battlegroup 15 är en av EU:s snabbinsatsstyrkor. Styrkan ska under sin beredskapsperiod stå i beredskap för att kunna göra en insats för EU. Deltagande länder är Estland, Finland, Irland, Lettland, Litauen, Norge och Sverige. Nordic Battlegroup ska i första hand kunna assistera vid humanitära insatser som en del i EU:s krishanteringsförmåga. Stridsgruppen ska tio dagar efter ett gemensamt beslut i EU kunna vara på plats i ett krisområde och påbörja sin insats.
Chef, Force Commander, för Nordic Battlegroup 15 är överste Torbjörn Larsson.

## Nordic Battlegroup
- Insats efter beslut: Inom 10 dagar
- Sammanhållande ansvar: Sverige

Kommandotecken för Nordic Battle Group som förs av dess befälhavare i fält

- Ingående länder: Estland, Finland, Irland, Lettland, Litauen, Norge, Sverige
- Verkningsradie: 6000 kilometer från Bryssel (planeringsförutsättning)
- Beredskapsperiod: 1 januari–30 juni 2015
- Uthållighet vid insats: 30 dagar, kan förlängas till 120 dagar

## Ingående delar
Svenska delar 
- Ledningsregementet: Stabs- och ledningskompani, telekrigsenhet samt Combat Camera
- Södra skånska regementet: 71. Lätta mekaniserade bataljonen (mekaniserad skyttebataljon)
- Livregementets husarer: Skyttekompani
- Livgardet: Militärpoliser samt Cimic
- Göta ingenjörregemente: Reducerat ingenjörkompani samt Geo-Supportgrupp
- Luftvärnsregementet: Underrättelseenhet 23 (spaningsradartropp)
- Trängregementet: Logistikbataljon (exklusive sjukvård- och reparationstropp)
- Försvarsmedicincentrum: Sjukvårdskompani med operationsresurser
- Försvarsmaktens tekniska skola: Reparationstropp
- Helikopterflottiljen: Helikopter 16
- Skaraborgs flygflottilj: Tp 84 Hercules ur 71. Transportflygdivisionen
- Blekinge flygflottilj: JAS 39C Gripen
- Norrbottens flygflottilj: Stabs- och basstödsförband

Delar från övriga ingående länder 
- Estland: Geo-Supportgrupp samt specialenheter
- Finland: Sjuktransporthelikoptrar samt militärpoliser
- Irland: Spanings- och underrättelseförband
- Lettland: Snabbinsatskompani (Quick Reaction Force)
- Litauen: Vakt- och eskortpluton
- Norge: Eskortpluton